# Wilhelm-Hunold von Stockhausen
Wilhelm-Hunold von Stockhausen (* 30. Januar 1892 in Münster; † 22. Mai 1954 in Koblenz) war ein deutscher Generalleutnant im Zweiten Weltkrieg.

## Leben
Wilhelm-Hunold war ein Familienmitglied des westfälischen Adelsgeschlechtes Stockhausen. Er begann seine militärische Karriere am 3. April 1911 als Fähnrich in der Preußischen Armee. Seine Beförderung zum Leutnant erfolgte am 18. August 1912. Er diente als Offizier im Ersten Weltkrieg. Nach Ende des Krieges wurde er in die Reichswehr übernommen. 1936 war er unter anderem Kommandeur der Unteroffiziersschule in Potsdam. In der Wehrmacht führte er im Zweiten Weltkrieg als Kommandeur unter anderem von Mitte 1939 das Infanterie-Regiment Großdeutschland (mot.) mit einer Unterbrechung bis 1941. Vom 20. Juni 1942 bis zum 27. Juli 1944 war er mit Unterbrechung Kommandeur der 281. Sicherungs-Division. Vom 21. Dezember 1944 bis Kriegsende war er Kommandeur der Kriegsgefangenenlager im Wehrkreis I (Königsberg).
Stockhausen weilte von 1945 bis 1947 in britischer Kriegsgefangenschaft und wurde anschließend bis 1952 in jugoslawischer Haft festgehalten. 1945 war er von den britischen Besatzungsbehörden in ihrer Besatzungszone in Ostholstein im Sperrgebiet F als Oberkommandierender der dort konzentrierten deutschen Wehrmachtsangehörigen eingesetzt. Diese wurden als Surrendered Enemy Personnel festgehalten und völkerrechtswidrig der Kriegsgefangenenstatus verweigert.
Ein von ihm am 28. Januar 1952 abgefasster Lagebericht konnte aus seiner Haft in Sremska Mitrovica in der Woiwodina nach Deutschland geschmuggelt werden. Das Dokument gelangte bis zum damaligen Bundeskanzler Konrad Adenauer.

## Auszeichnungen
- Deutsches Kreuz in Gold
- Ritterkreuz des Eisernen Kreuzes[8]